# Municipio de Santa Inés Ahuatempan
El municipio de Santa Inés Ahuatempan es uno de los 217 municipios pertenecientes al estado de Puebla, México. Se localiza aproximadamente a 100 kilómetros de la ciudad de Puebla. Su cabecera es la localidad de Santa Inés Ahuatempan.

## Geografía

### Toponimia
El nombre de Ahuatempan provine del náhuatl ahuatl que significa “encina”, tentli que significa “orilla” y pan que significa “en”. En conjunto significando “En la orilla del encinar”.

### Ubicación
Localizado en la mixteca poblana, teniendo sus coordenadas geográficas en los paralelos 18º 18´54” y 18º 28´48” de latitud norte, y los meridianos 97° 54´36” y 98° 11´24” E. Sus fronteras colindan al norte con Zacapala y Tepexi de Rodríguez; al sur Acatlán, Xayacatlán de Bravo y Totoltepec de Guerrero; al oriente con Tepexi de Rodríguez y San Jerónimo Xayacatlán; y al poniente con  Cuayuca de Andrade y el municipio de Tehuitzingo.
Tiene una superficie de 283 km², que lo ubica en el lugar 33 con respecto a los demás municipios del estado de Puebla.

### Orografía[3]
El municipio pertenece a dos regiones morfológicas: al norte a los llanos de Tepexi de Rodríguez; y al sur a la sierra de Acatlán.
Al centro del municipio y en dirección norte-sur, se levanta la mesa Carbajal, formación de más de 10 kilómetros de largo y 2 de ancho, a una altitud de 1,900 metros sobre el nivel del mar, la mayor del territorio de la mesa hacia el poniente, sur y oriente, el relieve desciende abruptamente y de manera irregular en dirección a los ríos Atoyac, Acatlán y Carnero respectivamente.
En el descenso, se identifican gran cantidad de formaciones que lo interrumpen y lo vuelven más accidentado, como los cerros El Metate, el Arroyo Blanco, El Tecorral, Brasil, Loma Toro, Ometolonte, Tetel, Esteopa, La Víbora, así como las mesas Cuesta Blanca, Moctezuma Chichica y otras más.

### Hidrografía
El territorio no cuenta con corrientes superficiales importantes, tan sólo con una gran cantidad de arroyos intermitentes; la mayoría de ellos originados a partir del descenso de la mesa Carbajal; al norte y poniente se originan corrientes que servirán de afluentes al Río Atoyac; al suroeste, las corrientes han sido utilizadas para represarlas en el municipio de Tehuitzingo y formar la presa Boqueroncito; al oriente, se dirigen hacia el arroyo Carnero, y al sur, constituyen el nacimiento del Río Acatlán; primero con el nombre de Santa Inés, después de El Chivo y finalmente el de Acatlán, uno de los principales afluentes del Petlalcingo, tributario a su vez del Mixteco y del Atoyac.

### Clima
Se identifican sólo dos climas: clima semicálido subhúmedo con lluvias en verano; temperatura media anual entre 18º y 22 °C; temperatura del mes más frío mayor de 18 °C; precipitación pluvial del mes más seco menor de 60 milímetros. Lluvia invernal con respecto a la anual menor de 5. Es el predominante; se identifica en toda la porción oriental. 
Clima cálido subhúmedo con lluvias en verano; temperatura media anual mayor de 22 °C; temperatura del mes más frío mayor de 18 °C; precipitación pluvial del mes más seco menor de 60 milímetros; lluvia invernal con respecto a la anual menor de 5 por ciento. Se presenta al poniente y extremo sureste.

### Principales ecosistemas
El centro del municipio, donde la superficie es más bien plana, presenta grandes áreas de agricultura temporal. Todas las zonas con declive pronunciado, están ocupadas por vegetación natural; al oriente, chaparrales y selva baja caducifolia, y al poniente un área bastante grande de bosque de encinos; y en menor medida, selva baja caducifolia asociada a vegetación secundaria arbustiva.

## Historia
El 20 de enero de 1605 se funda Santa Inés Ahuatempan, después del decreto de Mucio P. Martínez con iniciativa para juntar a los pobladores dispersos de la zona en su territorio donado.
En 1895 se establece como municipio libre.

### Personas destacadas
- Mucio P. Martínez- Donó y fraccionó el terreno ahora municipio.
- Filogonio Sánchez Castillo- Párroco famoso por su libro “El habla en los medios de comunicación”.

### Cronología de los presidentes municipales
- José Guadalupe Timón Mendoza (1969-1972)
- Raymundo Valentín Reyes (1972-1975)
- Félix Luis Valle (1975-1978)
- Raymundo Valentín Reyes (1978-1981)
- Guadalupe Maceda de J. (1981-1984)
- Hermenegildo Ayala Bañuelos (1984-1987)
- Antonio Ayala Orozco (1987-1990)
- Carlos Atanacio Villamil (1990-1993)
- Pedro Ponciano Vidal Guevara (1993-1996)
- Marcelino Orozco Montes (1996-1999)
- Maximino Orozco Meneses (1999-2001)
- Clemente Felicitos Luna Camacho (2002-2005)
- Carlos Eutiquio Maceda Jiménez (2005-2008)
- Ramón Sabino Rojas (2008-2011)
- Edith Villa Trujillo (2011-2014)
- Rolando Artero Mendoza (2014-2018)
- Gustavo (2018-2021)
- Aide Mendoza León (2021-2024)
- Edith Villa Trujillo (2024-2027)

## Población
De acuerdo con cifras del INEGI, el municipio cuenta con 6,289 habitantes (2015). Tiene una tasa de fecundidad  promedio de 3.3 hijos nacidos vivos de las mujeres de 12 años en adelante (2010).
El 8.5% de la población habla alguna lengua indígena. 

### Religión
Como en la mayoría de los municipios de Puebla, la religión predominante es la católica, habiendo también protestantes evangélicos.

## Cultura

### Atractivos
- La parroquia de Santa Inés tiene dentro de su estructura una capilla que fue construida desde el siglo XVI.
- La fiesta patronal se efectúa el 20 de abril.
- Los días de muertos, iniciando desde el 31 de octubre, las familias salen a la calle en grupos llevando flores y velas para visitar ofrendas nuevas.
- Entre la madrugada del 1 y 2 de noviembre las personas van a velar al panteón municipal a las tumbas de sus familiares difuntos.
- Artesanías hechas a base palma como tenates, aventadores, costales y juguetes.

### Gastronomía
Predominando el mole poblano que puede ir servido con tamales de frijol, tlacoyos, atole de granillo.
Otro platillo tradicional es el huaximole, típico de la región mixteca poblana, elaborado a base de chile verde y huaje, con carne de chivo o res.
El consumo de insectos es muy popular aún y se consume desde chapulines hasta chicatanas, que son hormigas voladoras que dejan sus hormigueros en tiempos de lluvia y son recolectadas por los pobladores, además se consume las cuetlas siendo estas las más abundantes y más consumidas.